# Trinidad Balboa Álvarez
Trinidad Balboa Álvarez   (Llorca, 10 de juny de 1789 - Madrid, 25 d'agost de 1853) va ser un militar i polític espanyol, ministre durant el regnat d'Isabel II d'Espanya.

## Biografia
Va ser Cap de Policia en el Trienni liberal, i fou destituït pel rei Ferran VII d'Espanya perquè fiscalitzava les seves sortides. Fou ascendit a general i lluità del bàndol isabel·lí durant la primera guerra carlina; en 1839 fou comandant general militar de Ciudad Real i hi destacà per la seva crueltat.
Després fou Capità General de Ceuta i en 1849 va participar en la conspiració del rei consort Francesc d'Assís d'Espanya, Sor Patrocinio i el pare Fulgencio que va donar el govern a Serafí Maria de Soto i Ab-Ach, en l'anomenat "ministeri llampec" (només va durar un dia), i en el que fou ministre de governació i interí de Comerç i instrucció. Després de la caiguda del govern, el nou cap Ramón María Narváez el va fer deportar a Ceuta.